# Tuberoschistura
Tuberoschistura is een geslacht van straalvinnige vissen uit de familie van de bermpjes (Nemacheilidae).

## Soorten
- Tuberoschistura baenzigeri (Kottelat, 1983)
- Tuberoschistura cambodgiensis Kottelat, 1990